# Pseudabutilon harleyi
Pseudabutilon harleyi är en malvaväxtart som beskrevs av Antonio Krapovickas. Pseudabutilon harleyi ingår i släktet Pseudabutilon och familjen malvaväxter. Inga underarter finns listade i Catalogue of Life.